# Großer Preis von Ungarn 2008
Der Große Preis von Ungarn 2008 (offiziell Formula 1 ING Magyar Nagydíj 2008) fand am 3. August auf dem Hungaroring in Mogyoród statt und war das elfte Rennen der Formel-1-Weltmeisterschaft 2008.

## Berichte

### Hintergrund
Nach dem Großen Preis von Deutschland führte Lewis Hamilton in der Fahrerwertung mit vier Punkten vor Felipe Massa und mit sieben Punkten vor Kimi Räikkönen. In der Konstrukteurswertung führte Ferrari mit 16 Punkten vor BMW Sauber und mit 19 Punkten vor McLaren-Mercedes.
Mit Hamilton, Jenson Button, Räikkönen, Fernando Alonso und Rubens Barrichello (jeweils einmal) traten fünf ehemalige Sieger zu diesem Grand Prix an.

### Training
Im ersten freien Training fuhr Massa die Bestzeit vor seinem Teamkollegen Räikkönen und Kovalainen. Aufgrund der Streckenverhältnisse, die durch die Wetterbedingungen sehr staubig war, wurden die ersten zehn Minuten keine Rundenzeiten gesetzt. Während Sebastian Vettel technische Probleme mit dem Auto hatte, stellte die staubige Strecke für mehrere Fahrer eine Herausforderung dar.
Im zweiten freien Training fiel Vettel bereits nach sieben Minuten aufgrund eines Hydraulikfehlers aus. Insgesamt war die Strecke weniger rutschig als im ersten Training. Hamilton war der Schnellste.
Wie auch im Training zuvor fuhr Hamilton auch im dritten freien Training die schnellste Zeit. Einen einzigen Zwischenfall gab es in dieser Session zwischen Nick Heidfeld und Massa bei einem Überholmanöver.

### Qualifying
Das Qualifying bestand aus drei Teilen mit einer Nettolaufzeit von 45 Minuten. Im ersten Qualifying-Segment (Q1) hatten die Fahrer 18 Minuten Zeit, um sich für das Rennen zu qualifizieren. Die besten 15 Fahrer erreichten den nächsten Teil. Hamilton war Schnellster. Die beiden Force-India-Piloten sowie Barrichello, Kazuki Nakajima und Heidfeld schieden aus.
Der zweite Abschnitt (Q2) dauerte 15 Minuten. Die schnellsten zehn Piloten qualifizierten sich für den dritten Teil des Qualifyings. Massa war Schnellster. Die beiden Toro Rosso-Piloten, Nico Rosberg, David Coulthard und Button schieden aus.
Der letzte Abschnitt (Q3) ging über eine Zeit von zwölf Minuten, in denen die ersten zehn Startpositionen vergeben wurden. Hamilton fuhr mit einer Rundenzeit von 1:20,899 Minuten die Bestzeit vor Kovalainen und Massa und sicherte sich so seine insgesamt zehnte Pole-Position.

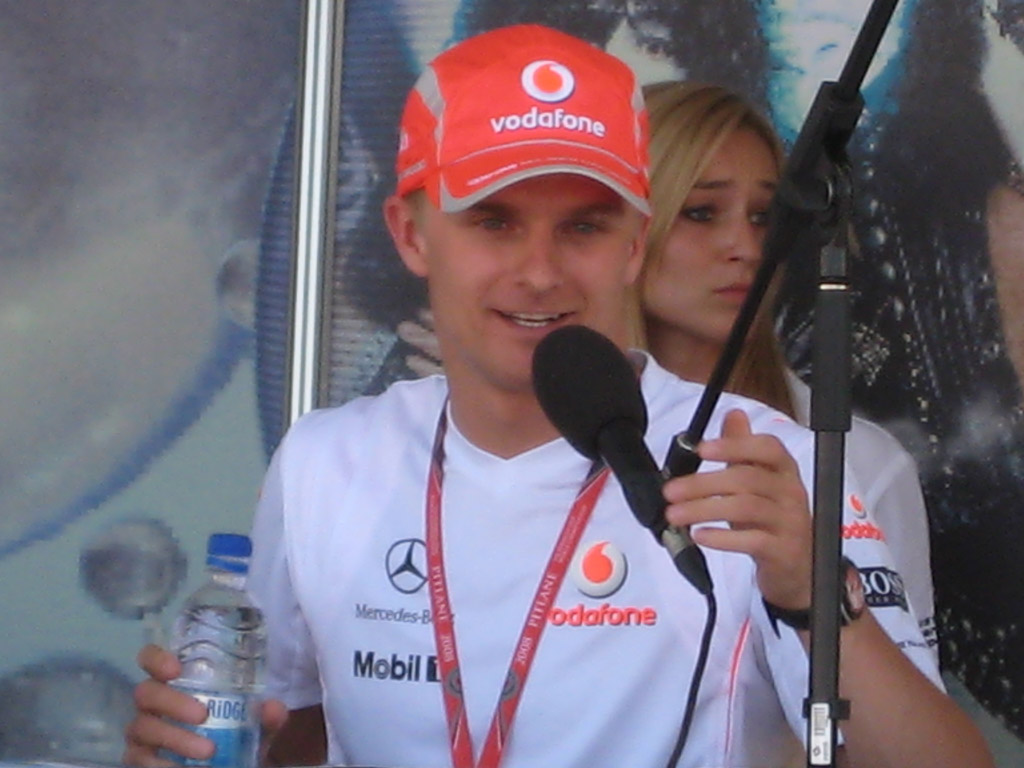
Heikki Kovalainen profitierte von den Problemen von Massa und Hamilton während des Rennens und fuhr seinen ersten Sieg ein.

### Rennen

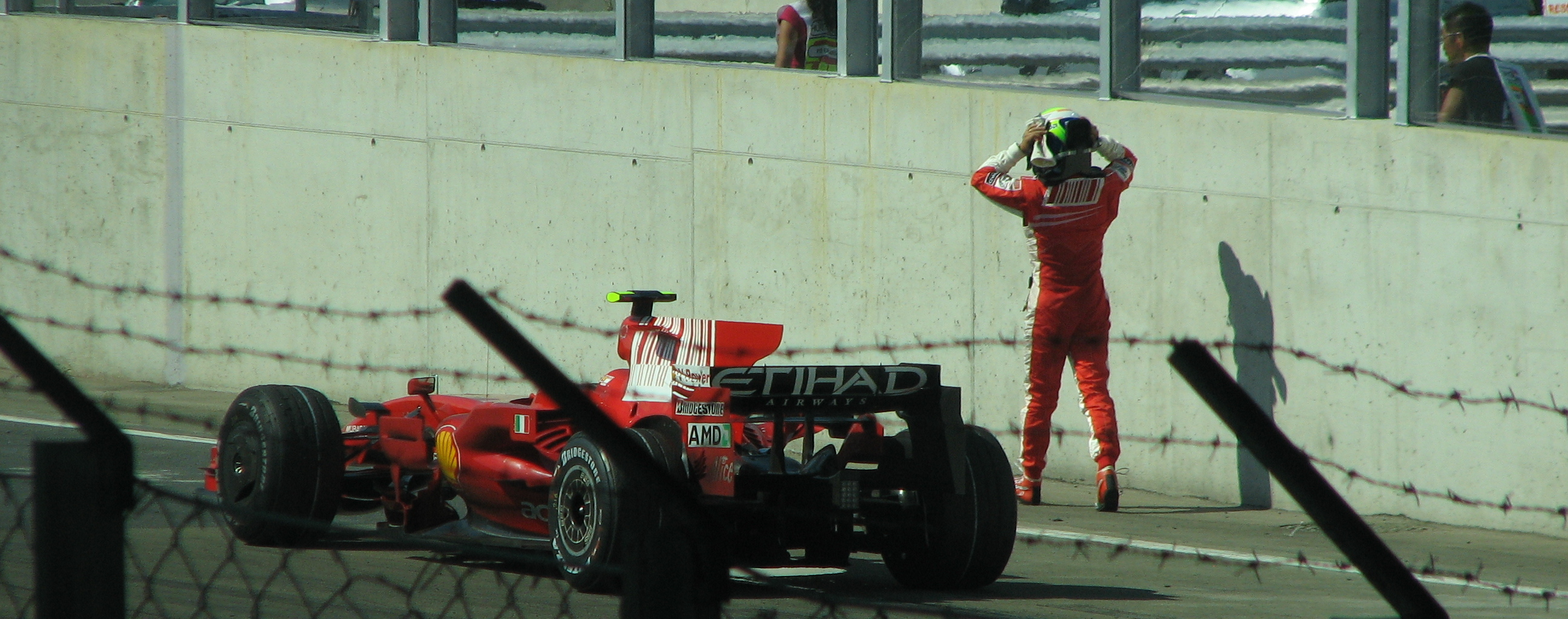
Felipe Massa nach dem Motorschaden drei Runden vor Schluss

Jeder Fahrer außer Coulthard startete auf den Soft-Reifen. Massa erwischte mit seinem einzigen verbliebenen neuen Satz weicher Reifen einen guten Start, überholte Heikki Kovalainen und zog neben Hamilton in die erste Kurve. Hamilton hielt in der Kurve die Innenlinie, aber Massa bremste später als der McLaren-Fahrer und überholte ihn außen. Hinter den führenden Drei setzte sich Timo Glock vor Robert Kubica durch, während Alonso Räikkönen überholte. Barrichello hatte den besten Start im Feld und rückte am Ende der ersten Runde vom 17. auf den 13. Platz vor, während Vettel einen schlechten Start hinlegte und über die gleiche Distanz vier Plätze verlor. Am Ende der ersten Runde führte Massa vor Hamilton, Kovalainen, Glock, Kubica, Alonso, Räikkönen, Mark Webber, Jarno Trulli, Nelson Piquet jr., Coulthard, Heidfeld, Barrichello, Button, Vettel, Sébastien Bourdais, Rosberg, Nakajima, Giancarlo Fisichella und Adrian Sutil.
Massa und Hamilton begannen sofort, sich von Kovalainen zu lösen. In Runde 3 überholte Button seinen Teamkollegen Barrichello und belegte den 13. Platz, aber beide Honda-Fahrer blieben hinter Heidfeld stecken, der mit mehr Benzin unterwegs war als die beiden. Im weiteren Verlauf des Rennens begann Massa, einen kleinen Vorsprung vor Hamilton herauszufahren, der seinen McLaren in einen „Spritsparmodus“ versetzte und später im Rennen versuchte, Massa zu überholen, indem er nach dem Ferrari-Fahrer einen Boxenstopp einlegte. Darüber hinaus kam die hohe Streckentemperatur dem Ferrari-Chassis zugute, da es seine Reifen schonender als der McLaren war und sie bei einer um bis zu 10 °C (18 °F) niedrigeren Betriebstemperatur laufen lassen konnte, was zu weniger Reifenverschleiß führte. In Runde 18 hatte Massa einen Vorsprung von 3,5 Sekunden auf Hamilton, der wiederum fast 8 Sekunden vor Kovalainen lag. Glock lag weitere 3 Sekunden hinter dem zweiten McLaren-Fahrer, lag aber vor Kubica auf dem fünften Platz, der seinen BMW Sauber unter Rennbedingungen aufgrund mangelnden Grips und mangelnder Stabilität beim Bremsen nur schwer fahren konnte und eine Gruppe von Fahrern aufhielt.
Massa, Kubica und Webber waren die ersten drei Fahrer, die in Runde 18 einen Boxenstopp einlegten. Die Mechaniker von McLaren legten den Zeitpunkt für Massas Stopp fest, um abzuschätzen, wie viel Treibstoff er erhalten hatte, und als Hamilton in der nächsten Runde seinen ersten Stopp einlegte, versorgten sie ihn damit, im zweiten Stint des Rennens drei Runden länger zu fahren als der Ferrari. Kovalainen übernahm zwei Runden lang die Führung des Rennens, bevor er sie durch seinen Boxenstopp in Runde 21 an Massa zurückgab. Piquet jr. war der letzte der Spitzenreiter, der in Runde 25 einen Boxenstopp einlegte, wodurch er sich vor Kubica, Trulli und Webber durchsetzen konnte. Weiter hinten legte Vettel in Runde 20 einen außerplanmäßigen Boxenstopp ein und schied zwei Runden später mit überhitztem Motor aus. Bis zum Ende der 26. Runde hatten alle führenden Fahrer mit Zwei-Stopp-Strategie ihre Boxenstopps eingelegt. Die Rennreihenfolge lautete: Massa führte vor Hamilton, Kovalainen, Glock, Coulthard (der noch nicht an der Box war), Alonso, Räikkönen, Piquet jr., Trulli, Kubica, Webber, Heidfeld, Button, Barrichello, Bourdais, Rosberg, Nakajima, Fisichella und Sutil.

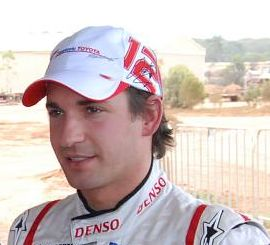
Timo Glock erzielte mit dem zweiten Platz sein bestes Karriere-Ergebnis

Hamilton kam nach seinem ersten Boxenstopp mit 2,6 Sekunden Rückstand auf Massa wieder ins Rennen und musste innerhalb von etwa 3,5 Sekunden vor dem Ferrari-Fahrer bleiben, um nach der zweiten Runde der Boxenstopps eine Position auf der Strecke zu gewinnen. Massa setzte sich wieder ab und erhöhte den Abstand bis zur 32. Runde auf vier Sekunden, während Hamilton beim Versuch, mit dem Ferrari mitzuhalten, das linke Vorderrad blockierte und dabei einen Reifenschaden erlitt. Die beiden fuhren weiterhin die schnellsten Runden und setzten sich vom Rest des Feldes ab. In Runde 29 legte Coulthard seinen ersten Boxenstopp ein und fiel dadurch auf den 12. Platz zurück. Auch Button, Barrichello, Bourdais, Rosberg, Nakajima, Fisichella und Sutil machten in dieser Phase des Rennens ihre ersten Boxenstopps. Drei dieser Fahrer erlebten bei ihren Boxenstopps Verzögerungen, die sie in der Startreihenfolge zurückfielen: Barrichello und Bourdais erlitten Blitzbrände, während Rosbergs Kraftstoffschlauch verklemmte, wodurch er Zeit verlor.
An der Spitze des Feldes setzte sich Massa immer weiter von Hamilton ab. Der Abstand zwischen den beiden war bis zum Ende der 40. Runde auf 5 Sekunden angewachsen. In der folgenden Runde verlor Hamilton vor Kurve zwei Luft aus seinem linken Vorderreifen. Die daraus resultierende langsame Runde zurück in die Boxengasse und der Stopp für einen Ersatzreifen ließen ihn auf den zehnten Platz zurückfallen. Massa hatte nun einen Vorsprung von 23 Sekunden vor Kovalainen und verlangsamte sein Tempo entsprechend, indem er die Leistung des Motors anpasste, um ihn weniger mechanischer Belastung auszusetzen. Er machte seinen letzten Boxenstopp in Runde 44 und ermöglichte es Kovalainen, bis zu seinem eigenen Stopp vier Runden später die Führung zu übernehmen und Massa seine Führung zurückzugeben. In Runde 41 legte Heidfeld seinen einzigen Boxenstopp ein und fiel vom 11. auf den 12. Platz zurück. In den folgenden Runden machten die anderen Fahrer ihre zweiten Stopps, mit Ausnahme von Nakajima, der bei seinem ersten Besuch in seiner Box auf eine Ein-Stopp-Strategie umstieg. Hinter dem Spitzentrio Massa, Kovalainen und Glock setzte sich Räikkönen vor Alonso durch, obwohl er kurz vor seinem Boxenstopp von der Straße abkam. Nachdem er die Boxengasse verlassen hatte, wehrte Piquet jr. Trulli im Kampf ab. Die Boxenstopp-Sequenz ermöglichte es Hamilton, in der Rangliste wieder auf den sechsten Platz hinter Alonso vorzurücken. Weiter hinten erlitt Bourdais in Runde 45 einen weiteren Stichbrand und machte eine Runde später einen weiteren Besuch in der Boxengasse, um sich Feuerlöschschaum von seinem Helmvisier entfernen zu lassen. Rosberg war der letzte geplante Fahrer, der in Runde 58 einen Boxenstopp einlegte. Die Mehrheit der Fahrer fuhr die ersten beiden Stints des Rennens mit Soft-Reifen und wechselte dann für den letzten Stint auf die Super-Soft-Mischung.
Am Ende der 59. Runde, als die geplanten Boxenstopps abgeschlossen waren, lag Massa vor Kovalainen, Glock, Räikkönen, Alonso, Hamilton, Piquet jr., Trulli, Kubica, Webber, Heidfeld, Coulthard, Button, Nakajima, Rosberg, Fisichella, Sutil, Barrichello und Bourdais. Räikkönen fuhr zum ersten Mal in sauberer Luft, ohne dass ein Auto direkt vor ihm war, und fuhr in Runde 61 mit 1:21,195 Minuten die schnellste Runde des Rennens, womit er den Rückstand von neun Sekunden auf Glock mit einer Geschwindigkeit von einer Sekunde verkürzte pro Runde. Hamilton holte Alonso mit ähnlicher Geschwindigkeit ein, aber seine Super-Soft-Hinterreifen begannen zu überhitzen und er konnte nicht näher an den Spanier heranfahren, nachdem er den Abstand auf 1,5 Sekunden verringert hatte. In Runde 62 erlitt Sutil aufgrund eines Bremsversagens einen Reifenschaden und schied aus. In den Schlussrunden reduzierte Kovalainen seinen Rückstand auf Massa auf 15 Sekunden, aber der Ferrari-Pilot schien das Rennen zu beherrschen. Als Massa jedoch die 68. Runde begann, fiel sein Motor ohne Vorwarnung aus und er musste sich drei Runden vor Schluss vom Rennen zurückziehen. Damit übernahm Kovalainen die Führung, die er bis zum Ende behielt. Kovalainen gewann somit als vierter Finne und insgesamt 100. Sieger sein erstes Formel-1-Rennen. Der zweitplatzierte Glock stand zum ersten Mal in seiner Formel-1-Karriere auf dem Podium. Dritter wurde Räikkönen.
Erneut fuhr Räikkönen die schnellste Runde des Rennens (1:21,195 Minuten), nachdem er allerdings über die meiste Zeit kaum aufgefallen war. Im Schlussteil holte er jedoch stark auf den zweitplatzierten Glock auf, blieb aber Dritter, nachdem das Ferrari-Team ihn nach dem Ausfall von Massa zur schonenden Fahrweise aufgerufen hatte.
In der Fahrerwertung blieb Hamilton vorne, dahinter überholte Räikkönen Massa für den zweiten Platz. In der Konstrukteurswertung blieb Ferrari in Führung, McLaren-Mercedes überholte BMW Sauber.

## Meldeliste
| Team                      | Nr. | Fahrer               | Chassis           | Motor                | Reifen |
| ------------------------- | --- | -------------------- | ----------------- | -------------------- | ------ |
| Scuderia Ferrari Marlboro | 01  | Kimi Räikkönen       | Ferrari F2008     | Ferrari 2.4 V8       | B      |
| Scuderia Ferrari Marlboro | 02  | Felipe Massa         | Ferrari F2008     | Ferrari 2.4 V8       | B      |
| BMW Sauber F1 Team        | 03  | Nick Heidfeld        | BMW Sauber F1.08  | BMW 2.4 V8           | B      |
| BMW Sauber F1 Team        | 04  | Robert Kubica        | BMW Sauber F1.08  | BMW 2.4 V8           | B      |
| ING Renault F1 Team       | 05  | Fernando Alonso      | Renault R28       | Renault 2.4 V8       | B      |
| ING Renault F1 Team       | 06  | Nelson Piquet jr.    | Renault R28       | Renault 2.4 V8       | B      |
| AT&T Williams             | 07  | Nico Rosberg         | Williams FW30     | Toyota 2.4 V8        | B      |
| AT&T Williams             | 08  | Kazuki Nakajima      | Williams FW30     | Toyota 2.4 V8        | B      |
| Red Bull Racing           | 09  | ! David Coulthard    | Red Bull RB4      | Renault 2.4 V8       | B      |
| Red Bull Racing           | 10  | Mark Webber          | Red Bull RB4      | Renault 2.4 V8       | B      |
| Panasonic Toyota Racing   | 11  | Jarno Trulli         | Toyota TF108      | Toyota 2.4 V8        | B      |
| Panasonic Toyota Racing   | 12  | Timo Glock           | Toyota TF108      | Toyota 2.4 V8        | B      |
| Scuderia Toro Rosso       | 14  | Sébastien Bourdais   | Toro Rosso STR3   | Ferrari 2.4 V8       | B      |
| Scuderia Toro Rosso       | 15  | Sebastian Vettel     | Toro Rosso STR3   | Ferrari 2.4 V8       | B      |
| Honda Racing F1 Team      | 16  | Jenson Button        | Honda RA108       | Honda 2.4 V8         | B      |
| Honda Racing F1 Team      | 17  | Rubens Barrichello   | Honda RA108       | Honda 2.4 V8         | B      |
| Force India F1 Team       | 20  | Adrian Sutil         | Force India VJM01 | Ferrari 2.4 V8       | B      |
| Force India F1 Team       | 21  | Giancarlo Fisichella | Force India VJM01 | Ferrari 2.4 V8       | B      |
| Vodafone McLaren Mercedes | 22  | Lewis Hamilton       | McLaren MP4-23    | Mercedes-Benz 2.4 V8 | B      |
| Vodafone McLaren Mercedes | 23  | Heikki Kovalainen    | McLaren MP4-23    | Mercedes-Benz 2.4 V8 | B      |

Anmerkungen
1. ↑  McLaren-Mercedes fiel aufgrund einer Strafe infolge der Spionage-Affäre automatisch auf die letzte Position in der Teamrangliste

## Klassifikationen

### Qualifying
| Pos. | Fahrer               | Konstrukteur        | Q1       | Q2         | Q3       | Start |
| ---- | -------------------- | ------------------- | -------- | ---------- | -------- | ----- |
| 01   | Lewis Hamilton       | McLaren-Mercedes    | 1:19,376 | 1:19,473   | 1:20,899 | 01    |
| 02   | Heikki Kovalainen    | McLaren-Mercedes    | 1:19,945 | 1:19,480   | 1:21,140 | 02    |
| 03   | Felipe Massa         | Ferrari             | 1:19,578 | 1:19,068   | 1:21,191 | 03    |
| 04   | Robert Kubica        | BMW Sauber          | 1:20,053 | 1:19,776   | 1:21,281 | 04    |
| 05   | Timo Glock           | Toyota              | 1:19,980 | 1:19,246   | 1:21,326 | 05    |
| 06   | Kimi Räikkönen       | Ferrari             | 1:20,006 | 1:19,546   | 1:21,516 | 06    |
| 07   | Fernando Alonso      | Renault             | 1:20,229 | 1:19,816   | 1:21,698 | 07    |
| 08   | Mark Webber          | Red Bull-Renault    | 1:20,073 | 1:20,046   | 1:21,732 | 08    |
| 09   | Jarno Trulli         | Toyota              | 1:19,942 | 1:19,486   | 1:21,767 | 09    |
| 10   | Nelson Piquet jr.    | Renault             | 1:20,583 | 1:20,131   | 1:22,371 | 10    |
| 11   | Sebastian Vettel     | Toro Rosso-Ferrari  | 1:20,157 | 1:20,144   | ‒        | 11    |
| 12   | Jenson Button        | Honda               | 1:20,888 | 1:20,332   | ‒        | 12    |
| 13   | David Coulthard      | Red Bull-Renault    | 1:20,505 | 1:20,502   | ‒        | 13    |
| 14   | Sébastien Bourdais   | Toro Rosso-Ferrari  | 1:20,640 | 1:20,963   | ‒        | 19    |
| 15   | Nico Rosberg         | Williams-Toyota     | 1:20,748 | keine Zeit | ‒        | 14    |
| 16   | Nick Heidfeld        | BMW Sauber          | 1:21,045 | ‒          | ‒        | 15    |
| 17   | Kazuki Nakajima      | Williams-Toyota     | 1:21,085 | ‒          | ‒        | 16    |
| 18   | Rubens Barrichello   | Honda               | 1:21,332 | ‒          | ‒        | 17    |
| 19   | Giancarlo Fisichella | Force India-Ferrari | 1:21,670 | ‒          | ‒        | 18    |
| 20   | Adrian Sutil         | Force India-Ferrari | 1:22,113 | ‒          | ‒        | 20    |

Anmerkungen
1. ↑  Bourdais wurde wegen Blockierens fünf Positionen strafversetzt.

### Rennen
| Pos. | Fahrer               | Konstrukteur        | Runden | Stopps | Zeit        | Start | Schnellste Runde |
| ---- | -------------------- | ------------------- | ------ | ------ | ----------- | ----- | ---------------- |
| 01   | Heikki Kovalainen    | McLaren-Mercedes    | 70     | 2      | 1:37:27,067 | 02    | 1:21,753 (19.)   |
| 02   | Timo Glock           | Toyota              | 70     | 2      | + 11,061    | 05    | 1:21,671 (42.)   |
| 03   | Kimi Räikkönen       | Ferrari             | 70     | 2      | + 16,856    | 06    | 1:21,195 (61.)   |
| 04   | Fernando Alonso      | Renault             | 70     | 2      | + 21,614    | 07    | 1:21,793 (47.)   |
| 05   | Lewis Hamilton       | McLaren-Mercedes    | 70     | 2      | + 23,048    | 01    | 1:21,493 (15.)   |
| 06   | Nelson Piquet jr.    | Renault             | 70     | 2      | + 32,298    | 10    | 1:21,537 (64.)   |
| 07   | Jarno Trulli         | Toyota              | 70     | 2      | + 36,449    | 09    | 1:21,638 (65.)   |
| 08   | Robert Kubica        | BMW Sauber          | 70     | 2      | + 48,321    | 04    | 1:21,941 (70.)   |
| 09   | Mark Webber          | Red Bull-Renault    | 70     | 2      | + 58,834    | 08    | 1:22,125 (67.)   |
| 10   | Nick Heidfeld        | BMW Sauber          | 70     | 1      | + 1:07,709  | 16    | 1:22,183 (67.)   |
| 11   | David Coulthard      | Red Bull-Renault    | 70     | 2      | + 1:10,407  | 13    | 1:22,732 (67.)   |
| 12   | Jenson Button        | Honda               | 69     | 2      | + 1 Runde   | 12    | 1:22,397 (63.)   |
| 13   | Kazuki Nakajima      | Williams-Toyota     | 69     | 1      | + 1 Runde   | 17    | 1:23,307 (67.)   |
| 14   | Nico Rosberg         | Williams-Toyota     | 69     | 2      | + 1 Runde   | 15    | 1:22,397 (57.)   |
| 15   | Giancarlo Fisichella | Force India-Ferrari | 69     | 2      | + 1 Runde   | 19    | 1:22,641 (68.)   |
| 16   | Rubens Barrichello   | Honda               | 68     | 2      | + 2 Runden  | 18    | 1:22,436 (65.)   |
| 17   | Felipe Massa         | Ferrari             | 67     | 2      | + 3 Runden  | 03    | 1:21,355 (16.)   |
| 18   | Sébastien Bourdais   | Toro Rosso-Ferrari  | 67     | 3      | + 3 Runden  | 14    | 1:23,220 (29.)   |
| ‒    | Adrian Sutil         | Force India-Ferrari | 62     | 3      | DNF         | 20    | 1:23,650 (29.)   |
| ‒    | Sebastian Vettel     | Toro Rosso-Ferrari  | 22     | 1      | DNF         | 11    | 1:24,222 (17.)   |

## WM-Stände nach dem Rennen
Die ersten zehn des Rennens bekamen 10, 8, 6, 5, 4, 3, 2 bzw. 1 Punkt(e).

### Fahrerwertung
| Pos. | Fahrer            | Konstrukteur     | Punkte |
| ---- | ----------------- | ---------------- | ------ |
| 01   | Lewis Hamilton    | McLaren-Mercedes | 62     |
| 02   | Kimi Räikkönen    | Ferrari          | 57     |
| 03   | Felipe Massa      | Ferrari          | 54     |
| 04   | Robert Kubica     | BMW Sauber       | 49     |
| 05   | Nick Heidfeld     | BMW Sauber       | 41     |
| 06   | Heikki Kovalainen | McLaren-Mercedes | 38     |
| 07   | Jarno Trulli      | Toyota           | 22     |
| 08   | Fernando Alonso   | Renault          | 18     |
| 09   | Mark Webber       | Red Bull-Renault | 18     |
| 10   | Timo Glock        | Toyota           | 13     |
| 11   | Nelson Piquet jr. | Renault          | 13     |

| Pos. | Fahrer               | Konstrukteur        | Punkte |
| ---- | -------------------- | ------------------- | ------ |
| 12   | Rubens Barrichello   | Honda               | 11     |
| 13   | Nico Rosberg         | Williams-Toyota     | 8      |
| 14   | Kazuki Nakajima      | Williams-Toyota     | 8      |
| 15   | David Coulthard      | Red Bull-Renault    | 6      |
| 16   | Sebastian Vettel     | Toro Rosso-Ferrari  | 6      |
| 17   | Jenson Button        | Honda               | 3      |
| 18   | Sébastien Bourdais   | Toro Rosso-Ferrari  | 2      |
| 19   | Giancarlo Fisichella | Force India-Ferrari | 0      |
| 20   | Takuma Satō          | Super Aguri-Honda   | 0      |
| 21   | Adrian Sutil         | Force India-Ferrari | 0      |
| 22   | Anthony Davidson     | Super Aguri-Honda   | 0      |

### Konstrukteurswertung
| Pos. | Konstrukteur     | Punkte |
| ---- | ---------------- | ------ |
| 01   | Ferrari          | 111    |
| 02   | McLaren-Mercedes | 100    |
| 03   | BMW Sauber       | 90     |
| 04   | Toyota           | 35     |
| 05   | Renault          | 31     |
| 06   | Red Bull-Renault | 24     |

| Pos. | Konstrukteur        | Punkte |
| ---- | ------------------- | ------ |
| 07   | Williams-Toyota     | 16     |
| 08   | Honda               | 14     |
| 09   | Toro Rosso-Ferrari  | 8      |
| 10   | Force India-Ferrari | 0      |
| 11   | Super Aguri-Honda   | 0      |